# Rugby Reggio 2017-2018

## Eccellenza 2017-18

### Stagione regolare
| Incontro                   | Andata | Ritorno |
| -------------------------- | ------ | ------- |
| Reggio Emilia — Rovigo     | 16-25  | 19-47   |
| Calvisano — Reggio Emilia  | 57-10  | 20-16   |
| Petrarca — Reggio Emilia   | 55-16  | 28-15   |
| Reggio Emilia — Fiamme Oro | 13-27  | 42-33   |
| I Medicei — Reggio Emilia  | 34-17  | 23-28   |
| Reggio Emilia — S.S. Lazio | 33-16  | 31-33   |
| Viadana — Reggio Emilia    | 31-17  | 44-28   |
| Reggio Emilia — Mogliano   | 34-14  | 40-38   |
| San Donà — Reggio Emilia   | 29-21  | 20-26   |

#### Risultati della stagione regolare
| Posizione | G  | V | N | P  | PF  | PS  | DP   | B | Pt |
| --------- | -- | - | - | -- | --- | --- | ---- | - | -- |
| 7ª        | 18 | 6 | 0 | 12 | 432 | 574 | -142 | 9 | 33 |

## Trofeo Eccellenza 2017-18

### Prima fase
| Incontro                 | Andata | Ritorno |
| ------------------------ | ------ | ------- |
| San Donà — Reggio Emilia | 19-17  | 29-31   |
| Reggio Emilia — Mogliano | 20-17  | 38-35   |

#### Risultati della prima fase
| Posizione | G | V | N | P | PF  | PS  | DP | B | Pt |
| --------- | - | - | - | - | --- | --- | -- | - | -- |
| 3ª        | 4 | 1 | 0 | 3 | 101 | 105 | -4 | 5 | 9  |